# Phillip Heath
Phillip Jerrod Heath, pseud. The Gift, The Next Best Thing (ur. 18 grudnia 1979 w Seattle) – amerykański kulturysta, członek federacji IFBB (International Federation of BodyBuilders). Siedmiokrotny zdobywca tytułu zawodowego mistrza świata – Mr. Olympia – w latach 2011-2017.

## Życiorys
Phil Heath początkowo trenował koszykówkę, w której odnosił sukcesy. Był wysportowanym chłopakiem. Jego gra zaowocowała sportowym stypendium i pewnym miejscem w składzie na pozycji rzucającego obrońcy na uniwersytecie w Denver. Dużo sportowego doświadczenia zyskał podczas gry w pierwszej dywizji męskiej drużyny koszykówki w latach 1998–2002. W trakcie studiowania na uniwersytecie specjalizował się w administracji biznesu i informatyce.
Zainspirowany zdobywaniem doświadczenia sportowego na boisku, w 2005 postanowił zająć się kulturystyką. Zaczynał, ważąc około 85 kg. W dość szybkim tempie przybrał do 97 kg (jego procent tkanki tłuszczowej był wyjątkowo niski). Ostatecznie w roku 2003 wziął udział w swoim pierwszym konkursie, The Rocky Mountain NPC, gdzie zdobył tytuł.
Wieści o jego sukcesie roznosiły się. Po 8 tygodniach wystąpił on ponownie w kategorii junior-ciężkiej. Po tych zawodach Heath zaczął trenować, biorąc pod uwagę swoją genetykę. Jego determinacja przynosiła owoce – wygrał NPC Colorado State Show – gdzie uzyskał tytuł Mr. Colorado. Podpisał kontrakt z Weider Health and Fitness. Heath później uzyskał swoją pro-kartę.

## Osiągnięcia
- 2003 Northern Colorado State, Novice, Light-Heavyweight 1 miejsce
- 2003 National Physique Committee|NPC Colorado State, Light-Heavyweight, 1miejsce
- 2004 NPC Colorado State, Heavyweight, 1 miejsce
- 2005 NPC Junior Nationals, HeavyWeight, 1 miejsce
- 2005 NPC USA Championships, HeavyWeight, 1 miejsce
- 2006 Colorado Pro Championships, 1 miejsce
- 2006 New York Pro Championship, 1 miejsce
- 2007 Arnold Classic, 5 miejsce
- 2008 IFBB Iron Man, 1 miejsce
- 2008 Arnold Classic, 2 miejsce
- 2008 Mr. Olympia, 3 miejsce
- 2009 Mr. Olympia, 5 miejsce
- 2010 Arnold Classic, 2 miejsce
- 2010 Mr. Olympia, 2 miejsce
- 2011 Mr. Olympia, 1 miejsce
- 2011 Sheru Classic, 1 miejsce
- 2012 Mr. Olympia, 1 miejsce
- 2012 Sheru Classic, 1 miejsce
- 2013 Mr. Olympia, 1 miejsce
- 2013 Arnold Classic Europe, 1 miejsce
- 2014 Mr. Olympia, 1 miejsce
- 2015 Mr. Olympia, 1 miejsce
- 2016 Mr. Olympia, 1 miejsce
- 2017 Mr. Olympia, 1 miejsce
- 2018 Mr. Olympia, 2 miejsce